# Susanne Profanter
Susanne Profanter (Kufstein, 30 de abril de 1970) es una deportista austríaca que compitió en judo. Ganó una medalla de bronce en el Campeonato Europeo de Judo de 1991 en la categoría de –61 kg.
Participó en los Juegos Olímpicos de Barcelona 1992, donde finalizó decimosexta en la categoría de –61 kg.

## Palmarés internacional
| Campeonato Europeo | Campeonato Europeo     | Campeonato Europeo | Campeonato Europeo |
| Año                | Lugar                  | Medalla            | Categoría          |
| ------------------ | ---------------------- | ------------------ | ------------------ |
| 1991               | Praga (Checoslovaquia) | Medalla de bronce  | –61 kg             |